# 田栗村
田栗村（たぐりむら）は、かつて岐阜県武儀郡に存在した村である。
現在の山県市田栗に該当する。

## 歴史
- 1889年（明治22年）7月1日 - 町村制により田栗村発足。
- 1897年（明治30年）4月1日 - 笹賀村、椿村、徳永村、佐野村と合併し、北武芸村が発足。同日田栗村は廃止。